# Karl-Erik Fürst
Karl-Erik Fürst, folkbokförd Carl Erik Gustaf Fürst, född 19 augusti 1910 i S:t Johannes församling i Stockholm, död 27 november 1998 i Engelbrekts församling i Stockholm, var en svensk ishockey-, fotbolls-, bandy- och curlingspelare och ordförande i AIK. Han var yngre bror till skådespelaren Sigge Fürst.
Han kom från Matteuspojkarna och representerade AIK i fotboll, ishockey, bandy och curling. Han spelade tretton landskamper i ishockey och gjorde sex mål. Han blev europamästare 1932 och svensk mästare 1934.
Han var ledamot i AIK:s huvudstyrelse under åren 1942 till 1953. 1959–1960 var han ordförande i AIK.
Fürst var från 1951 gift med Jenny Vesta Vilhelmina Fürst (1909–1998).

## Meriter
- EM-guld ishockey 1932
- SM-guld 1934